# 小林進 (フィギュアスケート選手)
小林 進（こばやし すすむ、1901年 - 1979年）は、日本のフィギュアスケート選手（男子シングル）。コーチ。1929年、1930年全日本フィギュアスケート選手権3位。

## 経歴
1929年、第1回全日本選手権で3位に入る。1930年、第2回全日本選手権で老松一吉、帯谷竜一に続いて2年連続で3位となる。
引退後は指導者となり、1932年のレークプラシッドオリンピックではスケート競技の役員に就任。1950年、東京都港区に開業した日活スポーツセンターアイススケート場の専任コーチに就任。また施設内にスケート用品店である「小林スケート」をオープンした。
1964年には稲田悦子、片山敏一らとともに日本フィギュアスケーティングインストラクター協会を設立した。

## 主な戦績
| 大会/年      | 1929-30 | 1930-31 |
| ------------ | ------- | ------- |
| 全日本選手権 | 3       | 3       |

## 著書
- 『スケーティング』（虹有社、1955年）[3]
- 『スケート入門―早く上達する秘訣』（虹有社、1965年）